# Demenca
Demenca (tudi dementnost; iz latinščine dementia; blaznost, norost) je degenerativna bolezen, ki se po pojavljanju glede na starost, deli na dva dela:
- presenilna demenca in
- senilna demenca.

Demenca je skupek simptomov in znakov, ki se pojavljajo pri bolniku in so lahko posledica različnih bolezni. Za demenco so značilne motnje spomina, osiromašeno mišljenje ter prizadetost opravljanja vsakodnevnih dejavnosti. Prizadeto je pomnenje in priklic novih informacij (pozabljivost), zmanjšana je zmožnost orientacije, razumevanja, računanja, govornega izražanja in presoje, zmanjšana je sposobnost obvladovanja čustev ter socialnega vedenja. Z napredovanjem demence postaja bolnik vedno manj samostojen in potrebuje dodatno nego. Pri demenci gre torej za upad prej obstoječih intelektualnih in spominskih sposobnosti (t. i. spoznavne sposobnosti).
Demenco lahko povzroči več kot sto različnih bolezni, najpogostejši vzrok pa je Alzheimerjeva bolezen, ki je vzrok skoraj 60 % vseh demenc. Dokaj pogosta je tudi demenca zaradi bolezni možganskega žilja, redko pa jo povzročajo hormonske motnje, tumorji ali okužbe.

## Epidemiologija
Bolnikov z demenco je povsod po svetu čedalje več. Pojavi se lahko kadarkoli v življenju, vendar je najpogostejša v starosti. Po oceni je bilo v letu 2010 v svetu 35,6 milijonov bolnikov z demenco; število naj bi se v prihodnosti vsakih 20 let podvojilo in bo do leta 2050 preseglo 115 milijonov.

## Vzroki
Obstaja več kot dvesto različnih vzrokov demenc, med katerimi so poleg primarno degenerativnih bolezni tudi endokrine, presnovne, nutricijske motnje, poškodbe, tumorji, okužbe in drugi.

## Oblike
Štiri najpogostejše oblike demenc, ki predstavljajo približno 80-90 % vseh primerov demenc, so:
- alzheimerjeva bolezen – najpogostejša izmed klinično pomembnih demenc in predstavlja okoli 60 % vseh primerov,
- demenca z lewyjevimi telesci – predstavlja okoli 4,5 % vseh primerov,
- vaskularna demenca – predstavlja okoli 20,6 % vseh primerov – in
- frontotemporalna demenca – predstavlja okoli 20,6 % vseh primerov.

## Demenca in prepoznavanje veselja
Čustvo, kot je veselje, lahko prepoznamo preko obraznega izraza in to je zelo pomembno za komunikacijo med ljudmi ter ustrezno vedenje v določeni situaciji. Raziskave ugotavljajo, da tudi bolniki z demenco oziroma Alzheimerjevo boleznijo, pri katerih so prizadete kognitivne funkcije oziroma višje možganske funkcije, kot so spomin, mišljenje, razumevanje, itd. relativno dobro ohranjajo prepoznavanje čustev v vseh fazah bolezni.

V eni od študij so raziskovali ohranjanje pozitivnih čustev (kot je veselje) pri pacientih z Alzheimerjevo boleznijo. Uporabili so 600 barvnih slik obrazov, ki so kazali šest osnovnih čustev (veselje, presenečenje, jeza, žalost, strah in gnus). Prepoznavanje veselega obraznega izraza je bilo relativno ohranjeno pri bolnikih z Alzheimerjevo boleznijo. Raziskovalci so skušali izključiti čim več spremenljivk, ki bi lahko vplivale na rezultat. Udeležencem ni bilo treba povedati za kateri izraz gre, saj imajo bolniki z Alzheimerjevo boleznijo težave pri govoru, kar bi lahko vplivalo na rezultate, temveč so se le dotaknili ujemajočega obraza na ekranu. Raziskava je pokazala zmanjšanje prepoznavanja negativnih čustev in relativno ohranjeno prepoznavanje pozitivnih čustev (veselja).

R. S. Bucks in S. A. Radford (2004) sta prišla do zaključka, da so tisti, ki trpijo za blago do zmerno Alzheimerjevo boleznijo, ovirani pri splošnih kognitivnih zmožnostih, ohranijo pa veliko zmožnost prepoznavanja neverbalnih čustev na obrazih in v glasovih.

A. Guaita, M. Malnati, R. Vaccaro, R. Pezzati, J. Marcionetti, S. F. Vitali in M. Colombo (2009) so v svoji raziskavi uporabili slike ljudi, ki so jih udeleženci poznali. Rezultati so pokazali, da osebe z demenco res nekoliko slabše prepoznavajo obrazne izraze čustev (malo upadejo v poznejših fazah demence), vendar je razlika manjša kot bi pričakovali. Najbolje prepoznano čustvo je bilo veselje. Poleg tega se zmožnost reakcije ohranja še bolje kot zmožnost poimenovanja čustev. Na splošno so pozitivna čustva bolje prepoznana, še posebej veselje (tudi pri zdravih).

Raziskave so dokazale, da se kljub zmanjšanim kognitivnim zmožnostim bolnikov z demenco (oz. Alzheimerjevo boleznijo), prepoznavanje čustev dokaj dobro ohranja  v vseh fazah, v nekaterih raziskavah še posebej izstopa veselje, kot najbolje prepoznano čustvo. Poleg tega se je izkazalo, da so tudi v hudi fazi demence (oz. Alzheimerjeve bolezni) sposobni primerno reagirati na čustva. Te ugotovitve bi lahko bile zelo uporabne pri izboljšanju kakovosti njihovega vsakdanjega življenja.